# Luganer Voralpen (SOIUSA)

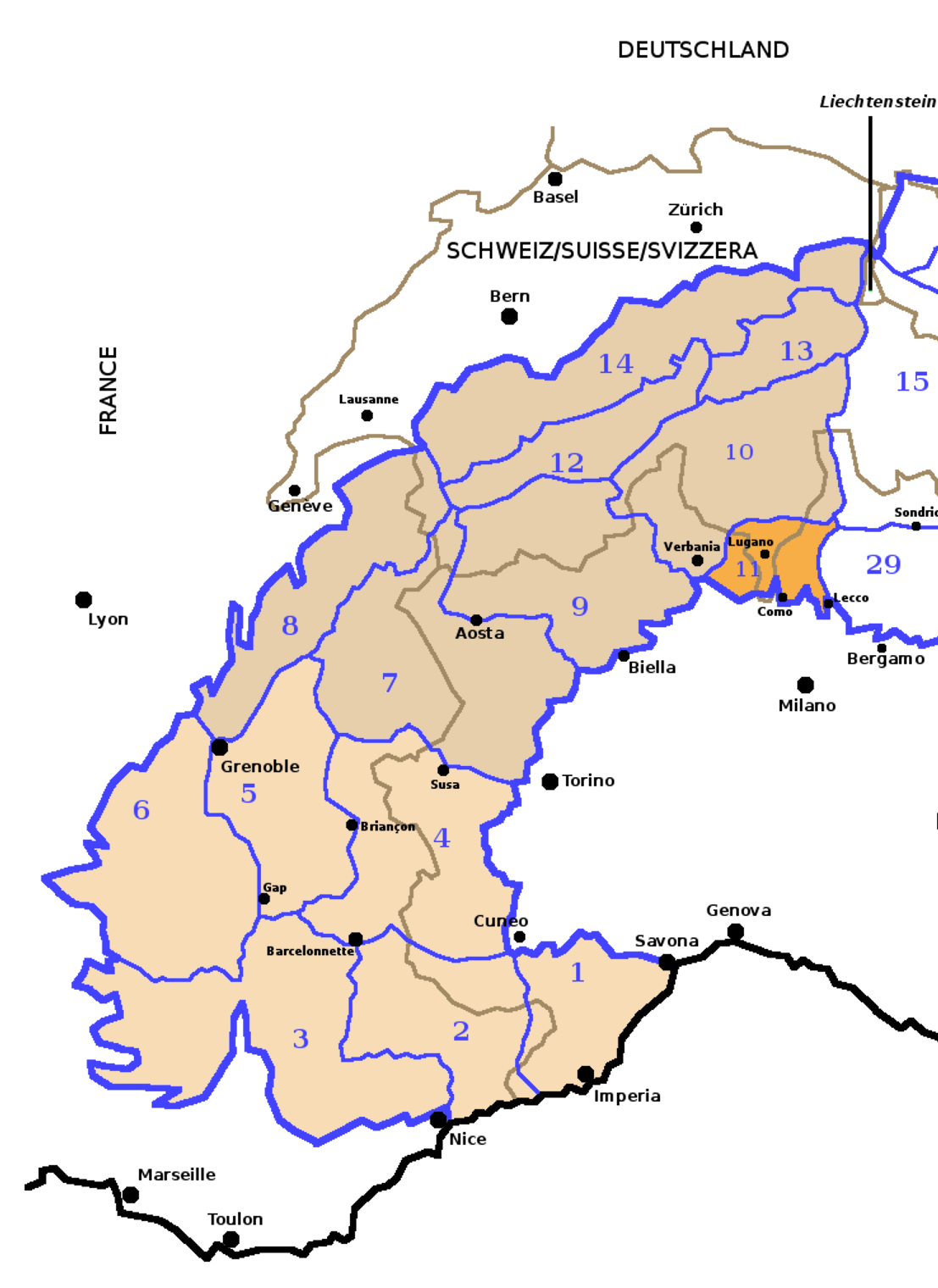
Die Luganer Voralpen (Sektion 11) innerhalb der Westalpen.

Die Luganer Voralpen (bzw. nach der Partizione delle Alpi auch Westliche Lombardische Voralpen oder Luganer Alpen) sind eine Gebirgsgruppe der Westalpen (Sektion 11 nach SOIUSA-Einteilung). Sie liegen in der Schweiz im Kanton Tessin und in Italien in der Region Lombardei.

## Grenzen
Die Luganer Voralpen werden begrenzt:
- vom Lago Maggiore im Westen
- von der Linie Locarno – Bellinzona – Gravedona im Norden, bzw. dem San-Jorio-Pass.
- vom Ostarm des Comer Sees im Osten
- von der Poebene im Süden.

Der höchste Berg ist der Pizzo di Gino (2245 m).

## Aufteilung
Nach SOIUSA kann man die Luganer Voralpen in zwei Untersektionen und fünf Berggruppen aufteilen.
- Comer Voralpen
  - Gino – Camoghè – Fiorina
  - Generoso – Gordona
  - Bergkette Palanzone – San Primo – Corni di Canzo
- Vareser Voralpen
  - Tamaro – Gambarogno – Lema
  - Piambello – Campo dei Fiori – Nudo.